# Serényfalva
Serényfalva là một thị trấn thuộc hạt Borsod-Abaúj-Zemplén, Hungary. Thị trấn này có diện tích 19,64 km², dân số năm 2010 là 978 người, mật độ 50 người/km².